# Carolina (Schiff, 1896)
Die Carolina war ein US-amerikanischer Passagierdampfer, der am 2. Juni 1918 von dem deutschen U-Boot U 151 versenkt wurde. Dieser Tag wurde als Black Sunday („Schwarzer Sonntag“) bekannt, da U 151 an diesem Tag vor der Küste von New Jersey innerhalb von zwölf Stunden sechs Schiffe unter amerikanischer Flagge mit einem Rauminhalt von insgesamt 12.680 BRT versenkte. Die Carolina war das größte dieser Schiffe und das einzige, bei dessen Versenkung Menschen zu Tode kamen. Die Versenkung der Carolina so dicht vor der amerikanischen Küste schockierte die amerikanische Öffentlichkeit und sorgte für einen prompten Zulauf bei der amerikanischen Marine.

## Dienstzeit
Auftraggeber und erster Eigner des Schiffs war die Plant Investment Company, ein 1882 gegründetes Schifffahrts- und Eisenbahnunternehmen, das in den Südstaaten ein ausgedehntes Netz an Schienenwegen und Schiffslinien zum Transport von Passagieren, Post und Fracht unterhielt. Die Plant Investment Company gab das Passagier- und Frachtschiff im April 1895 bei der Werft Newport News Shipbuilding and Drydock Company in Newport News im US-Bundesstaat Virginia in Auftrag. Vertraglich wurde die Höhe der Baukosten mit 500.000 US-Dollar festgelegt, doch das Schiff wurde erst nach drei Jahren abgeliefert und kostete am Ende 536.000 US-Dollar. Dies stellte prozentual den größten je verzeichneten finanziellen Verlust bei einem bei Newport News Shipbuilding gebauten Schiff dar.
Der 5.018 BRT große Dampfer war 115,82 Meter lang, 14,54 Meter breit und wurde am 30. Januar 1896 auf den Namen La Grande Duchesse getauft. Es wurde von zwei auf der Bauwerft hergestellten Vierfachexpansions-Dampfmaschinen mit einer Leistung von 599 nominalen Pferdestärken angetrieben. Nach der Fertigstellung und den Probefahrten wurde die La Grande Duchesse im November 1896 der Plant Investment Company übergeben, wurde jedoch umgehend wegen Problemen mit den Kesseln und den Propellern zurückgegeben. Trotz Ausbesserungen ließen die Eigner das Schiff im November 1897 erneut zurückgehen, um weitere Umbauten vornehmen zu lassen. Die bisherigen Wasserrohrkessel wurden durch Großwasserraumkessel ersetzt.
Nach weiteren Testfahrten im Juni 1898 wurde der Dampfer am 9. April 1899 schließlich von der Plant Investment Company akzeptiert und gleich danach von der US-Regierung gechartert, um im Spanisch-Amerikanischen Krieg als Transporter eingesetzt zu werden. Im November 1901 wurde sie der Ocean Steamship Company (Savannah Line) aus Savannah übergeben, die sie in City of Savannah umbenannte und auf der Strecke von New York nach Charleston (South Carolina) verwendete.
Im Januar 1906 wurde das Schiff an die Porto Rico Line (eigentlich New York and Porto Rico Steamship Company) verkauft, die Passagier- und Frachtverkehr nach Puerto Rico (damals Porto Rico genannt) und Kuba unterhielt und das Schiff in Carolina umbenannte. Für diese Reederei fuhr das Schiff von New York nach Puerto Rico und lief die Städte Ponce, Mayagüez und San Juan an.
Während ihrer frühen Dienstjahre hatte die Carolina Probleme mit ihrer Maschinerie. Sie vibrierte stark und ihr für einen Doppelpropeller bemessenes Heck verursachte Steuerungsprobleme. Am 21. November 1907 wurde sie im Trockendock auf Shooters Island bei einem Brand stark beschädigt. 1913 wurden die Mängel durch Umbauten bei ihrer Bauwerft beseitigt. Es wurden vier Einenderkessel installiert, das Heck umgebaut und die beiden Vierfachexpansions-Dampfmaschinen wurden durch eine neue mit Dreifachexpansion ersetzt. Obwohl die Carolina jetzt nur noch eine Maschine und 3000 PS weniger als zuvor hatte, fuhr sie schneller, war besser zu steuern und vibrierte nicht mehr. Am 2. März 1914 übergab Newport News Shipbuilding das erneuerte Schiff seiner Reederei.
Zwei Monate später kollidierte der Dampfer im New Yorker Hafen mit dem HAPAG-Dampfer Cleveland (16.960 BRT).

## Black Sunday

### Feindfahrt vonU 151
Am Sonntag, dem 2. Juni 1918, wurde die Carolina von dem deutschen U-Boot U 151 versenkt. U 151 war ein U-Boot der Kaiserlichen Marine, das von Korvettenkapitän Heinrich von Nostitz und Jänckendorf kommandiert wurde. Das U-Boot hatte bereits eine sehr erfolgreiche Feindfahrt hinter sich. Die Mannschaft hatte den Auftrag, die Schifffahrt entlang der Nordostküste der USA zu schwächen und war seit Ende Mai in jenen Gewässern.
Der 2. Juni 1918 war der erfolgreichste Tag der gesamten Mission des U-Boots. Um 07.50 Uhr wurde 60 Seemeilen vor der Küste New Jerseys der Schoner Isabel B. Wiley (776 BRT) mit Granaten beschossen. Die Mannschaft konnte sich unversehrt retten. Um 08.10 Uhr wurde der Frachtdampfer Winneconne (1869 BRT) angehalten und durchsucht. Nachdem der Kapitän und die restliche Besatzung eine halbe Stunde Zeit gehabt hatten, das Schiff zu verlassen, wurde die Winneconne um 09.12 Uhr durch Artilleriebeschuss versenkt. Gegen Mittag wurde der Schoner Jacob M. Haskell (1.798 BRT) durch einen Schuss vor den Bug gestoppt. Auch hier wurde der Mannschaft Zeit gegeben, von Bord zu gehen, bevor das Schiff durch Granaten versenkt wurde.
Am Nachmittag wurde der Schoner Edward H. Cole (1791 BRT) umkreist und angehalten. Der Kapitän und die elfköpfige Besatzung bestiegen ein Rettungsboot, wonach ihr Schiff um 16.00 Uhr durch Beschuss versenkt wurde. Der Tankfrachter Texel (3220 BRT) war gegen 17.20 Uhr das nächste Opfer. Die Texel sank in nur drei Minuten. Die 36 Mannschaftsmitglieder ruderten selbständig an Land und erreichten den Strand von Atlantic City um Mitternacht.

### Versenkung der Carolina
Die Carolina befand sich am Abend des 2. Juni 1918 unter dem Kommando von Kapitän Thomas R. D. Barbour auf der Rückfahrt von San Juan nach New York. Das Schiff hatte Zucker geladen und 218 Passagiere sowie 113 Besatzungsmitglieder an Bord. Der Funker der Carolina hatte erst kurz zuvor die Nachricht von der Versenkung der Isabel B. Wiley in weniger als 15 Meilen Entfernung erhalten. Kapitän Barbour wurde informiert und ordnete sofort eine höhere Geschwindigkeit und einen Zickzackkurs an.
Gegen 19.20 Uhr schoss U 151 125 Seemeilen südöstlich von Sandy Hook drei Warnschüsse ins Kielwasser des Dampfers, wonach dieser einen Notruf absetzte. Dieser lautete: „SOS. Dampfer Carolina von deutschem Unterseeboot beschossen“ und wurde von der Funkstation in Cape May und den Marinestationen in Brooklyn und Arlington empfangen. Cape May reagierte sofort und fragte nach der Position des Schiffs. Die Carolina antwortete aber nicht, da sie von dem U-Boot den Funkspruch „Ihr funkt nicht – wir schießen nicht“ erhielt. Vor dem Beschuss hatte niemand an Bord der Carolina das U-Boot bemerkt.
Kapitän Barbour beugte sich dem Willen der U-Boot-Mannschaft, da er um die Sicherheit der Frauen und Kinder an Bord besorgt war. Während die Rettungsboote zu Wasser gelassen wurden, verbrannte Barbour alle wichtigen Papiere und bestieg dann das letzte Boot. Ein Besatzungsmitglied von U 151, Kapitänleutnant Friedrich Körner, erinnerte sich später, dass der Passagierdampfer ruhig und diszipliniert, aber „unter lautem Klagegeschrei weiblicher Stimmen“ verlassen wurde.

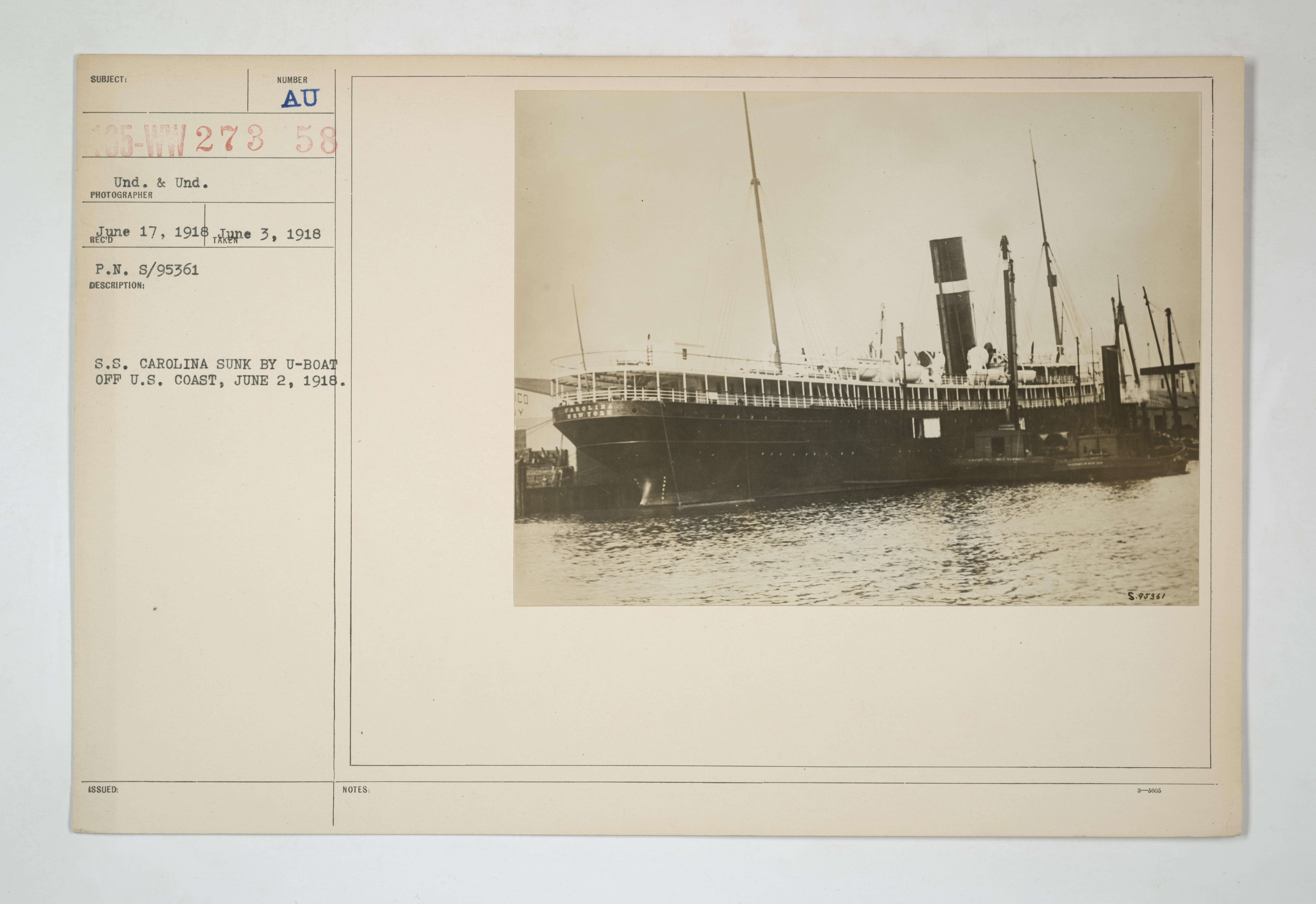
Karteikarte in der Sammlung American Unofficial Collection of World War I Photographs.

Nachdem die Carolina evakuiert war, ging U 151 längsseits. Es wurden keine Männer an Bord des Dampfers geschickt; stattdessen schoss das U-Boot drei Granaten in die eine Seite der Schiffshülle, fuhr dann um die Carolina herum und gab drei weitere Schüsse ab. Innerhalb von zehn Minuten legte sich das Schiff auf die Seite und sank gegen 20.15 Uhr mit dem Bug voran fast senkrecht. Kurz danach tauchte U 151 ab und verschwand.
Während die Einsatzfahrt von U 151 bis dahin nur materiellen und finanziellen Schaden angerichtet hatte, kamen durch die Versenkung der Carolina erstmals Menschen zu Schaden. Das Rettungsboot Nr. 5 ließ sich im Lauf der Nacht von dem einzigen Motorboot der Carolina ins Schlepptau nehmen. In der Nacht kam ein schwerer Sturm auf, in dessen Folge das Seil riss und die Boote in der Dunkelheit und den hohen Wellen auseinanderdrifteten. Auf seiner Suche nach Rettungsboot Nr. 5 kenterte das Motorboot und acht Passagiere sowie fünf Besatzungsmitglieder ertranken. Im Lauf der Nacht überschlug sich das Motorboot immer wieder und musste jedes Mal wieder aufgerichtet werden.
Die 19 Überlebenden des Motorbootes, unter denen sich zwei Frauen befanden, wurden von dem britischen Frachtdampfer Appleby entdeckt und nach Lewes gebracht. Boot Nr. 5 landete einen Tag später am Strand von Atlantic City. Den 25 Männern und acht Frauen in dem Boot wurde von Strandurlaubern an Land geholfen. Als das Rettungsboot, das ein weißes Hemd als Notsignal gehisst hatte, sich dem Molenkopf näherte und von den Badenden registriert wurde, schwenkte eine Musikkapelle, die gerade an der Strandpromenade spielte, von Where do We Go From Here? zu The Star-Spangled Banner. Die übrigen acht Rettungsboote wurden nach dem Untergang der Carolina mit Seilen verbunden und ruderten Richtung Ufer. Am Morgen des 3. Juni wurden die etwa 250 Überlebenden von dem Viermast-Schoner Eva B. Douglass aufgenommen, der zunächst im Barnegat Inlet ankerte und dann von dem U-Boot-Patrouillenboot Nr. 507 am 4. Juni nach New York geschleppt wurde.

## Folgen
Die Versenkung der Carolina schreckte die amerikanische Öffentlichkeit auf. Es schien, als sei der Krieg, den die US-Amerikaner als rein europäisches Problem betrachteten, im eigenen Land angekommen. Am Tag nach der Veröffentlichung der Berichte über den Untergang in den amerikanischen Zeitungen meldeten sich 3000 New Yorker zum freiwilligen Dienst in der US-Marine.
Angehörige und Freunde der Carolina-Passagiere belagerten New Yorker Reedereibüros, Häfen wurden vorübergehend geschlossen, Abfahrten wurden storniert. Frachtraten stiegen an und Versicherungsprämien erreichten ungeahnte Höhen. Die US-Marine ordnete Funkstille auf See an, sorgte für das Zusammenstellen von Geleitzügen und übernahm die Kontrolle über die Küstenschifffahrt. Die Skyline von Manhattan wurde nachts durch Verdunkelungsvorschriften in Dunkelheit gehüllt.

## Entdeckung des Wracks
Das Wrack der Carolina wurde von den Tauchern John Chatterton und John Yurga in 76 Metern Tiefe entdeckt. Vom Bundesstaat New Jersey erhielt Chatterton 1995 die Bergungsrechte an dem Wrack, teilte aber in einem offenen Brief mit, dass es anderen Tauchern freistünde, Gegenstände von dem Fundort zu entfernen.
Zusammen mit dem bekannten amerikanischen Wracktaucher und Buchautor Gary Gentile, der schon die Wracks der Lusitania, der Ostfriesland und der Andrea Doria erkundet hat, barg Chatterton den Safe des Zahlmeisters, der Goldmünzen und Schmuck enthielt. Daneben wurden Bullaugen, Geschirr und der Brückentelegraf geborgen und auch der bronzene Schriftzug „Carolina“ vom Schiffsrumpf entfernt.